# Sedat-Simavi-Preis
Der Sedat-Simavi-Preis (türkisch Sedat Simavi Ödülü) ist ein in mehreren Kategorien seit 1977 ursprünglich durch die Sedat-Simavi-Stiftung vergebener Preis. Er zählt zu den angesehensten Preisen der Türkei und ist nach Sedat Simavi, dem Gründer der türkischsprachigen Tageszeitung Hürriyet und Mitbegründer des Türkischen Journalistenverbandes, benannt. Die Auszeichnungen werden gegenwärtig durch den Journalistenverband ausgelobt. Sie finden in neun Kategorien – Journalismus, Radio, Fernsehen, Literatur, Sozialwissenschaften, Naturwissenschaften, Medizin, Bildende Kunst und Sport – jeweils auf Vorschlag einer Jury statt. Einige Kategorien wurden in den letzten Jahren zum Teil umbenannt und aufgelöst. 2014 betrug der Gesamtbetrag der Auszeichnungen 18.000 TL.
Zu den Preisträgern gehören:
- Yeni Asır (Journalismus, 1977),
- Fazıl Hüsnü Dağlarca (Literatur, 1977),
- Melih Cevdet (Literatur, 1978),
- Çelik Gülersoy (Sozialwissenschaft, 1979),
- Salih Bora (Sport, 1979/81),
- Oktay Rifat (Literatur, 1980),
- Yüksel Arslan (Bildende Kunst, 1981),
- Haldun Taner (Literatur, 1983),
- Mehmet Haberal (Medizin, 1983),
- Turhan Selçuk (Bildende Kunst, 1984),
- Mehmet Terzi (Sport, 1984),
- Basketballmannschaft von Galatasaray Istanbul (Sport, 1985)
- Yaşar Kemal (Literatur, 1985),
- Uğur Mumcu und Uğur Dündar (Journalismus, 1987),
- İlhan Berk und Ferit Edgü (Literatur, 1988),
- Mehmet Ali Birand (Journalismus, 1988),
- Naim Süleymanoğlu (Sport, 1988/91/94/96),
- Eyüp Can (Sport, 1989),
- Mehmet Aksoy (Bildende Kunst, 1989),
- Zekeriya Güçlü (Sport, 1990),
- Akif Pirim (Sport, 1992),
- Halil İnalcık (Sozialwissenschaft, 1993),
- Hamza Yerlikaya (Sport, 1993/2000),
- Türkische Fußballnationalmannschaft (Sport, 1995/2002),
- Fatih Terim (Sport, 1995),
- Fakir Baykurt (Literatur, 1997),
- Nezihe Meriç (Literatur, 1998),
- Bülent Tanör (Sozialwissenschaft, 1998),
- Sinan Şamil Sam (Sport, 1999),
- Halil Mutlu (Sport, 2000/04),
- Türkische Basketballnationalmannschaft (Sport, 2001),
- Erdal Öz (Literatur, 2001),
- Tomris Uyar (Literatur, 2002),
- Süreyya Ayhan (Sport, 2002),
- Nedim Şener (Journalismus, 2002),
- Türkische Volleyballnationalmannschaft der Frauen (Sport, 2003),
- Demir Özlü (Literatur, 2004),
- Latife Tekin (Literatur, 2005),
- Elvan Abeylegesse (Sport, 2007),
- Ramazan Şahin (Sport, 2008),
- Galatasaray Istanbul (Sport, 2009),
- Nevin Yanıt (Sport, 2010),
- Burhan Sönmez (Literatur, 2011),
- Aslı Çakır Alptekin (Sport, 2012),
- Füsun Onur (Bildende Kunst, 2012),
- Hasan Ali Toptaş (Literatur, 2013),
- Nilüfer Demir (Journalismus, 2015),
- Taha Akgül (Sport, 2016),
- Ramil Guliyev (Sport, 2017),
- Kâmuran Şipal (Literatur, 2018)
- Orhan Pamuk (Literatur, 2021).

Als erster Ausländer erhielt 1993 Jupp Derwall, ehemaliger Trainer von Galatasaray Istanbul, den Sedat-Simavi-Preis.